# 林堉琪
林堉琪（1933年—1977年），生於日治臺灣台北州新莊郡鷺洲庄水湳（今新北市蘆洲區水河里），企業家，為宏國關係事業的創辦者。被視為三重幫一員。

## 生平
其父林建生，其母鄭查某。林堉琪有五個姐姐（林說、林好、林足、林滿、林盡），是家中長子，其下有兩個弟弟林堉璘與林榮三。
其父林建生經營碾米廠，也是一位自耕農。其姐夫陳萬富則經營米店。林堉琪在蘆洲國小畢業後，開始出社會工作。其父親在他不滿二十歲前過世，林堉琪承繼家業，在1955年自行創辦碾米廠，在1959年又成立一間碾米廠。
1964年，與其弟林堉璘及林榮三共同創辦宏國建設，在三重、新莊一帶從事平價國民住宅（販厝）興建。
他曾代理三葉牌機車，也曾從事紅磚廠、營造廠等事業。
1977年，林堉琪罹患直腸癌過世，安葬於陽明山後山的墓園。在他死後，家族於1978年進行分家，林堉璘及林榮三的事業獨立，宏國集團則由其妻謝罕見經營。

## 家庭
林堉琪與其妻林謝罕見兩人育有三子一女，分別為長子林鴻明、次子林鴻道、三子林鴻志與長女林瑞美，同時林堉琪還有非婚生一子兩女包括林鴻鈞、林瑞鎔等。